# 素格力·威塞哥
素格力·威塞哥（皇家轉寫：Su-krit Wisetkaeo，發音：[sù.krìt wí.sèːt.kɛ̂ːw]，1985年9月4日—），昵称Bie（皇家轉寫：Bi），出生于清迈的泰国男歌手兼演员，为The One Enterprise的股东之一，是泰国娱乐界最有影响力的人物之一。代表作有《爱在旅途》、《伤痕我心》、《铁石心肠》、《教师日记》、《命中注定我爱你》、《命中不注定》等。

## 影视作品

### 電視劇
| 首播年份 | 戲名                     | 戲名   | 角色                               | 播放平台      | 備註 |
| 首播年份 | 譯名                     | 原文名 | 角色                               | 播放平台      | 備註 |
| 2006年   | 《傷痕我心》             |        | Tonnarm （Ton）                    | 泰國第5電視台 | 主演 |
| 2007年   | 《鐵石心腸2007》         |        | Sila Buranawit （Si／Tor）         | 泰國第5電視台 | 主演 |
| 2009年   | 《彩虹月亮》             |        | Tawan Busabaphibal                 | Ch3Thailand   | 主演 |
| 2010年   | 《愛在旅途》             |        | Patthavee Sunthorntham （Vee）     | 泰國第5電視台 | 主演 |
| 2011年   | 《穿越時空尋找愛》       |        | Peth／Put                          | 泰國第5電視台 | 主演 |
| 2013年   | 《船屋2013》             |        | Kobori                             | 泰國第5電視台 | 主演 |
| 2015年   | 《皇冠之戰》             |        | Sukrit Wisetkaew                   | One 31        | 客串 |
| 2015年   | 《策劃愛》               |        | Pawaret Saenkosik （Note）         | One 31        | 主演 |
| 2016年   | 《我出生在拉瑪九世王朝》 |        | Nick                               | One 31        | 主演 |
| 2017年   | 《命中注定我愛你》       |        | Pawut Charoenpreechapanich （Wut） | One 31        | 主演 |
| 2018年   | 《命中不注定》           |        | Orachun Tangcharoenkit （Or）      | One 31        | 主演 |
| 待公布   | 待翻譯                   |        |                                    | One 31        | 主演 |